# منتخب بنما لكرة القدم
منتخب بنما لكرة القدم (بالإسبانية: Selección de fútbol de Panamá)‏ الملقب بالمد الأحمر وهو المنتخب الوطني في بنما ويديره اتحاد بنما لكرة القدم . تاهل إلى نهائي بطولة الكونكاكاف الكاس الذهبية ضد اميركا الا انه خسر 1-0 في عام 2013.

## التأهل لكأس العالم
تأهل منتخب بنما كأس العالم لكرة القدم 2018 للمرة الأولى في تاريخه بعد فوزه على كوستاريكا بنتيجة 2-1 في ختام تصفيات الكونكاكاف بعدما احتل المركز الثالث في التصفيات بفارق الأهداف أمام المنتخب الهندوراسي الذي تفوّق على المكسيك بنتيجة 3-2.

## قمصان المنتخب عبر التاريخ

### كأس العالم
| كأس العالم 2018 (أساسي) | كأس العالم 2018 (احتياطي) |

### الكأس الذهبية
| الكأس الذهبية 2011 (أساسي) | الكأس الذهبية 2011 (احتياطي) | الكأس الذهبية 2013 (أساسي) | الكأس الذهبية 2013 (احتياطي) | الكأس الذهبية 2015 (أساسي) | الكأس الذهبية 2015 (احتياطي) |

| الكأس الذهبية 2017 (أساسي) | الكأس الذهبية 2017 (احتياطي) | الكأس الذهبية 2017 (طقم ثالث) | الكأس الذهبية 2019 (أساسي) | الكأس الذهبية 2019 (احتياطي) | الكأس الذهبية 2023 (أساسي) | الكأس الذهبية 2023 (احتياطي) |

## وصلات خارجية
- قائمة بيانات المنتخب من الموقع الرسمي للفيفا باللغة العربية